# Étienne Lenoir
Jean Joseph Étienne Lenoir là kỹ sư người Bỉ. Ông là người chế tạo loại động cơ đốt trong đầu tiên trong lịch sử vào năm 1860. Đó là loại động cơ đốt trong 2 kì. Lenoir đã mở ra kỉ nguyên của động cơ đốt trong, một trong những động lực quan trọng nhất của thế giới.